# Eccellenza Lombardia 1993-1994
Il campionato italiano di calcio di Eccellenza regionale 1993-1994 è stato il terzo organizzato in Italia. Rappresenta il sesto livello del calcio italiano.
Questo è il campionato regionale della regione Lombardia organizzato dal Comitato Regionale Lombardia, ma fino alla stagione 1994-1995 la provincia di Piacenza è stata di competenza del Comitato Regionale Lombardia così come la provincia di Mantova è stata gestita dal Comitato Regionale Emilia-Romagna.

## Girone A

### Squadre partecipanti
| Club                         | Città                   |
| ---------------------------- | ----------------------- |
| Aurora S.C. Desio            | Desio (MI)              |
| A.C. Bareggio                | Bareggio (MI)           |
| A.C. Besana                  | Besana in Brianza (MI)  |
| A.S. Brianza Calcio          | Barzanò (LC)            |
| U.S. Caronnese               | Caronno Pertusella (VA) |
| G.S. Castanese B.P.M.        | Castano Primo (MI)      |
| U.S. Cistellum               | Cislago (VA)            |
| F.C. Corbetta S.r.l.         | Corbetta (MI)           |
| Erbese Calcio                | Erba (CO)               |
| U.P. Gavirate Calcio         | Gavirate (VA)           |
| A.C. Magenta                 | Magenta (MI)            |
| A.C. Meda Mobili             | Meda (MI)               |
| U.S. Mozzatese Calcio        | Mozzate (CO)            |
| A.C. Muggiò                  | Muggiò (MI)             |
| A.C. Pro Patria et Libertate | Busto Arsizio (VA)      |
| F.C. Travedona               | Travedona Monate (VA)   |

### Classifica finale
|  | Pos. | Squadra       | Pt | G  | V  | N  | P  | GF | GS | DR  |
|  | ---- | ------------- | -- | -- | -- | -- | -- | -- | -- | --- |
|  | 1.   | Pro Patria    | 44 | 30 | 16 | 12 | 2  | 49 | 28 | +21 |
|  | 2.   | Meda Mobili   | 39 | 30 | 14 | 11 | 5  | 32 | 21 | +11 |
|  | 3.   | Mozzatese     | 36 | 30 | 10 | 16 | 4  | 27 | 19 | +8  |
|  | 4.   | Corbetta      | 33 | 30 | 10 | 13 | 7  | 32 | 28 | +4  |
|  | 5.   | Caronnese     | 32 | 30 | 9  | 14 | 7  | 31 | 21 | +10 |
|  | 6.   | Gavirate      | 31 | 30 | 8  | 15 | 7  | 33 | 28 | +5  |
|  | 7.   | Magenta       | 31 | 30 | 11 | 9  | 10 | 29 | 26 | +3  |
|  | 8.   | Castanese BPM | 30 | 30 | 8  | 14 | 8  | 30 | 29 | +1  |
|  | 9.   | Besana        | 28 | 30 | 9  | 12 | 9  | 34 | 41 | -7  |
|  | 9.   | Bareggio      | 28 | 30 | 7  | 14 | 9  | 28 | 28 | 0   |
|  | 9.   | Brianza       | 28 | 30 | 8  | 12 | 10 | 40 | 44 | -4  |
|  | 12.  | Cistellum     | 26 | 30 | 7  | 12 | 11 | 30 | 32 | -2  |
|  | 12.  | Aurora Desio  | 26 | 30 | 7  | 12 | 11 | 29 | 34 | -5  |
|  | 14.  | Travedona     | 24 | 30 | 6  | 12 | 12 | 28 | 42 | -14 |
|  | 15.  | Muggiò        | 22 | 30 | 6  | 10 | 14 | 24 | 34 | -10 |
|  | 16.  | Erbese        | 20 | 30 | 7  | 6  | 17 | 25 | 46 | -21 |

Legenda:

      Promosso al Campionato Nazionale Dilettanti 1994-1995.
       Ammesso ai play-off nazionali.
      Retrocesso in Promozione Lombardia 1994-1995.
Note:

Due punti a vittoria, uno a pareggio, zero a sconfitta.

## Girone B

### Squadre partecipanti
| Club                     | Città                        |
| ------------------------ | ---------------------------- |
| A.C. Bressana            | Bressana Bottarone (PV)      |
| A.C. Brugherio           | Brugherio (MI)               |
| F.C. Casteggio 1898      | Casteggio (PV)               |
| A.C. Cernusco            | Cernusco sul Naviglio (MI)   |
| A.C. Cesano Boscone      | Cesano Boscone (MI)          |
| G.S. Concorezzese        | Concorezzo (MI)              |
| A.C. Crema 1908          | Crema (CR)                   |
| A.S. Giana Erminio       | Gorgonzola (MI)              |
| A.S. Pizzighettone       | Pizzighettone (CR)           |
| A.S. Sancolombano Calcio | San Colombano al Lambro (MI) |
| A.C. Sant'Angelo         | Sant'Angelo Lodigiano (LO)   |
| U.S. Soresinese S.r.l.   | Soresina (CR)                |
| U.S. Virtus Binasco      | Binasco (MI)                 |
| U.S. Vigolzone C.M.C.    | Vigolzone (PC)               |
| Vigevano Calcio S.r.l.   | Vigevano (PV)                |
| U.S. Vizzolese           | Vizzolo Predabissi (MI)      |

### Classifica finale
|  | Pos. | Squadra        | Pt | G  | V  | N  | P  | GF | GS | DR  |
|  | ---- | -------------- | -- | -- | -- | -- | -- | -- | -- | --- |
|  | 1.   | Crema          | 51 | 30 | 22 | 7  | 1  | 60 | 11 | +49 |
|  | 2.   | Brugherio      | 40 | 30 | 17 | 6  | 7  | 43 | 19 | +24 |
|  | 3.   | Concorezzese   | 38 | 30 | 13 | 12 | 5  | 42 | 28 | +14 |
|  | 4.   | Sancolombano   | 37 | 30 | 14 | 9  | 7  | 49 | 25 | +24 |
|  | 5.   | Cernusco       | 36 | 30 | 13 | 10 | 7  | 47 | 32 | +15 |
|  | 6.   | Casteggio      | 32 | 30 | 10 | 12 | 8  | 42 | 40 | +2  |
|  | 7.   | Pizzighettone  | 30 | 30 | 11 | 8  | 11 | 39 | 40 | -1  |
|  | 8.   | Bressana       | 30 | 30 | 10 | 10 | 10 | 34 | 38 | -4  |
|  | 9.   | Cesano Boscone | 28 | 30 | 7  | 14 | 9  | 28 | 43 | -15 |
|  | 10.  | Sant'Angelo    | 27 | 30 | 7  | 13 | 10 | 26 | 29 | -3  |
|  | 10.  | Giana Erminio  | 27 | 30 | 9  | 9  | 12 | 29 | 39 | -10 |
|  | 10.  | Soresinese     | 27 | 30 | 8  | 11 | 11 | 28 | 39 | -11 |
|  | 13.  | Virtus Binasco | 25 | 30 | 6  | 13 | 11 | 23 | 32 | -9  |
|  | 14.  | Vigolzone      | 20 | 30 | 7  | 6  | 17 | 30 | 59 | -29 |
|  | 15.  | Vigevano       | 17 | 30 | 5  | 7  | 18 | 16 | 36 | -20 |
|  | 16.  | Vizzolese      | 15 | 30 | 3  | 9  | 18 | 19 | 45 | -26 |

Legenda:

      Promosso al Campionato Nazionale Dilettanti 1994-1995.
       Ammesso ai play-off nazionali.
      Retrocesso in Promozione Lombardia 1994-1995.
Note:

Due punti a vittoria, uno a pareggio, zero a sconfitta.

## Girone C

### Squadre partecipanti
| Club                             | Città                    |
| -------------------------------- | ------------------------ |
| U.S. Brembillese                 | Brembilla (BG)           |
| U.S. Breno                       | Breno (BS)               |
| A.C. Calolziocorte               | Calolziocorte (LC)       |
| F.C. Cassano                     | Cassano d'Adda (MI)      |
| A.C. Clusone                     | Clusone (BG)             |
| A.C. Montichiari                 | Montichiari (BS)         |
| Orceana Club Azzurri S.p.a.      | Orzinuovi (BS)           |
| U.S. Ponte San Pietro S.r.l.     | Ponte San Pietro (BG)    |
| U.S. Quinzano Calcio             | Quinzano d'Oglio         |
| Calc. Romanese                   | Romano di Lombardia (BG) |
| A.C. Salò Benaco                 | Salò (BS)                |
| U.S. Sebinia Pianico Alto Sebino | Pianico (BS)             |
| U.S. Stezzanese Calcio           | Stezzano (BG)            |
| C.S. Trevigliese                 | Treviglio (BG)           |
| S.S. Tritium 1908                | Trezzo sull'Adda(MI)     |
| A.C. Verdello                    | Verdello (BG)            |

### Classifica finale
|  | Pos. | Squadra                 | Pt | G  | V  | N  | P  | GF | GS | DR  |
|  | ---- | ----------------------- | -- | -- | -- | -- | -- | -- | -- | --- |
|  | 1.   | Romanese                | 43 | 30 | 14 | 15 | 1  | 39 | 16 | +23 |
|  | 2.   | Orceana Club Azzurri    | 42 | 30 | 16 | 10 | 4  | 45 | 25 | +20 |
|  | 3.   | Clusone                 | 40 | 30 | 14 | 12 | 4  | 37 | 19 | +18 |
|  | 4.   | Trevigliese             | 33 | 30 | 9  | 15 | 6  | 28 | 19 | +9  |
|  | 5.   | Ponte San Pietro        | 32 | 30 | 8  | 16 | 6  | 22 | 16 | +6  |
|  | 6.   | Salò Benaco             | 31 | 30 | 9  | 13 | 8  | 34 | 27 | +7  |
|  | 6.   | Tritium                 | 31 | 30 | 8  | 15 | 7  | 24 | 24 | 0   |
|  | 8.   | Montichiari             | 30 | 30 | 9  | 12 | 9  | 24 | 28 | -4  |
|  | 9.   | Cassano                 | 27 | 30 | 7  | 13 | 10 | 28 | 28 | 0   |
|  | 10.  | Breno                   | 26 | 30 | 9  | 8  | 13 | 28 | 35 | -7  |
|  | 10.  | Calolziocorte           | 26 | 30 | 8  | 10 | 12 | 26 | 38 | -12 |
|  | 12.  | Verdello                | 25 | 30 | 5  | 15 | 10 | 18 | 24 | -6  |
|  | 13.  | Stezzanese              | 25 | 30 | 5  | 15 | 10 | 18 | 34 | -16 |
|  | 14.  | Brembillese             | 25 | 30 | 5  | 15 | 10 | 20 | 28 | -8  |
|  | 15.  | Sebinia Pianico Alto S. | 25 | 30 | 6  | 13 | 11 | 22 | 30 | -8  |
|  | 16.  | Quinzano                | 19 | 30 | 5  | 9  | 16 | 17 | 39 | -22 |

Legenda:

      Promosso al Campionato Nazionale Dilettanti 1994-1995.
       Ammesso ai play-off nazionali.
 Va allo spareggio retrocessione.
      Retrocesso in Promozione Lombardia 1994-1995.
Note:

Due punti a vittoria, uno a pareggio, zero a sconfitta.
Brembillese e Sebinia Pianico Alto Sebino vanno allo spareggio per la peggiore classifica avulsa nei confronti di Verdello (12º) e Stezzanese (13ª classificata).

### Spareggio salvezza
| Stezzano 8 maggio 1994 | Brembillese | 2 – 1 | Sebinia Pianico A.S. |  |